# Наґато (лінкор)
«Наґато» — лінкор японського імператорського флоту. Головний корабель однойменного типу. Лінкор був названий на честь провінції острова Хоншю. Став першим у світі лінійним кораблем, озброєним 410-мм гарматами головного калібру. «Наґато» вважають першим повністю японським лінкором.

## Історія служби

### Довоєнний період

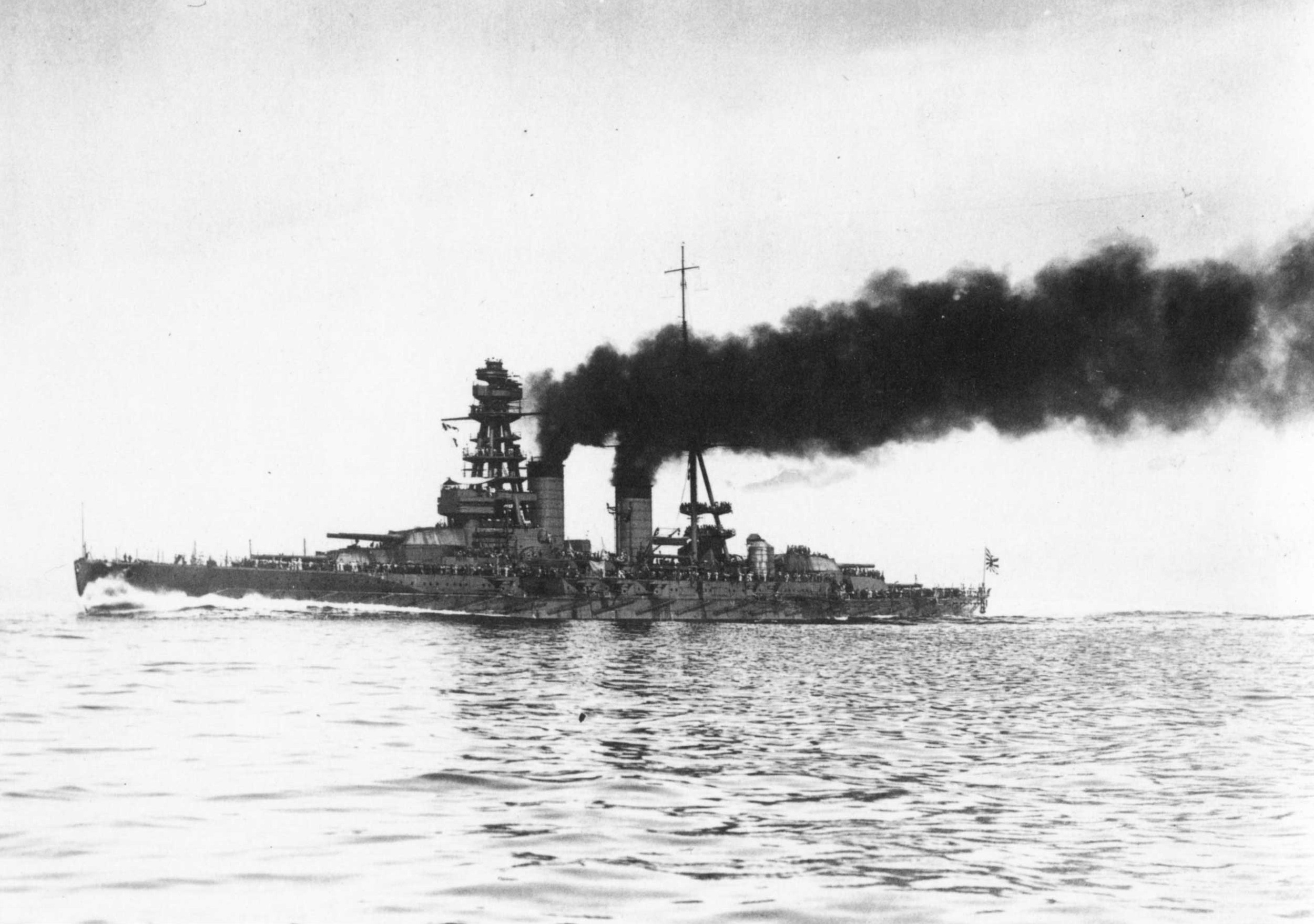
«Наґато» під час ходових випробувань, 1920

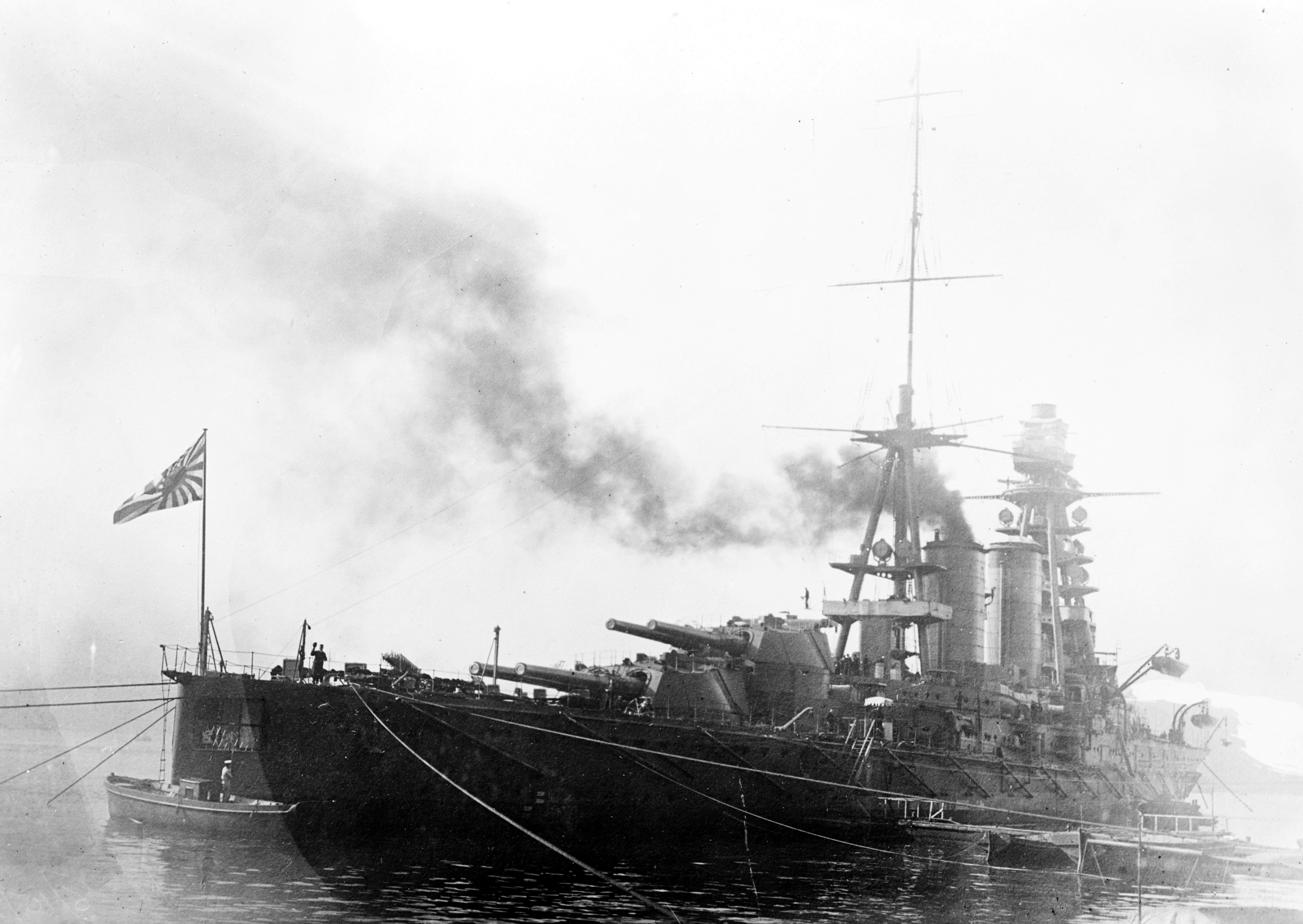
Лінійний корабель «Наґато» до модернізації

Лінкор «Наґато» був закладений 28 серпня 1917 року на корабельні військово-морського арсеналу Куре як головний корабель свого класу. Під час будівництва корабель мав позначення «Лінкор 5». «Наґато» був спущений на воду 9 листопада 1919 року, в церемонії спуску лінкора на воду брали особисту участь міністр флоту Японії віце-адмірал Като Томосабуро і член імператорської родини віце-адмірал принц Фушімі Хіроясу. Новий лінкор був приписаний до військово-морської бази в Йокосуці. На час випробувань командування судном в ролі головного спеціаліста доручено капітану I рангу Іїді Нобутаро, учаснику Цусімської битви, що командував до цього призначення броненосцем «Шікішіма». 6 жовтня 1920 року під час ходових випробувань в бухті Сукумо корабель б'є світовий рекорд швидкості для лінкорів, показавши результат ходу в 26,443 вузла (48,9 км/год), а 23 листопада б'є власний рекорд встановивши швидкісну межу в 26,7 вузлів (49,45 км/год). 
Після закінчення випробувальних стрільб, лінкор був введений до складу японського флоту 25 листопада 1920 року, капітан Ііда офіційно вступив на посаду командира корабля. 1 грудня 1920 року «Наґато» увійшов в 1-у дивізію лінійних кораблів як флагманський корабель контр-адмірала Точіная Соджіро. На той момент це перший корабель у світі, оснащений 16,1 дюймовими (410-мм) гарматами. 13 лютого 1921 року судно відвідав спадкоємець престолу принц Хірохіто. 1 грудня 1921 року капітан Іїда отримав звання контр-адмірала і переведений на роботу в Генеральний штаб, а на посаді командира «Наґато» його змінив капітан I рангу Кабаяма Канарі. Перші чотири роки лінкор проводив бойову підготовку і брав участь у навчаннях флоту. 7 вересня 1924 року під час навчальних стрільб потопив корабель-мішень «Сацума».
З 1 грудня 1924 року виведений в резерв. Рік на лінкорі проводились роботи з модернізації, після чого корабель повернувся в діючий флот.
З осені 1931 року на «Наґато» проходили роботи з посилення зенітного озброєння. Увійшовши до складу флоту лінкор проходив бойову підготовку. Брав участь у навчаннях у складі з'єднання.
З 1 квітня 1934 року на Військово-морській корабельні в Куре почалася глибока модернізація корабля, що тривали до 5 листопада 1935 року. Основними напрямками робіт — заміна зенітного озброєння, посилення бронювання, установка нової системи управління вогнем.
20 серпня 1937 лінкор перевіз в Китай 2000 солдатів. «Наґато» брав участь в Шанхайських битвах. Після повернення в Японські води взяв участь у великих навчаннях Імператорського флоту.
1 вересня 1939 року лінкор «Наґато» призначений флагманом Об'єднаного японського флоту. Весь наступний 1940 рік проходили масштабні маневри і навчання японського флоту. Проводилася бойова підготовка та навчальні стрільби. Лінкор брав участь у грандіозному військово-морському параді в Йокогамській бухті.
Восени 1941 року була оголошена мобілізація всіх сил японського флоту, що завершилася до 9 жовтня. 17-18 листопада 1941 року «Наґато» здійснив перехід на Саекі, для з'єднання з авіаносцем «Акаґі». На борту авіаносця адмірал Ямамото Ісороку уточнив останні деталі нападу на Перл-Гарбор, після цього лінкор повернувся в базу. Японські авіаносці, з'єднавшись, відпливли у напрямку до Перл-Гарбору.

### Друга світова війна

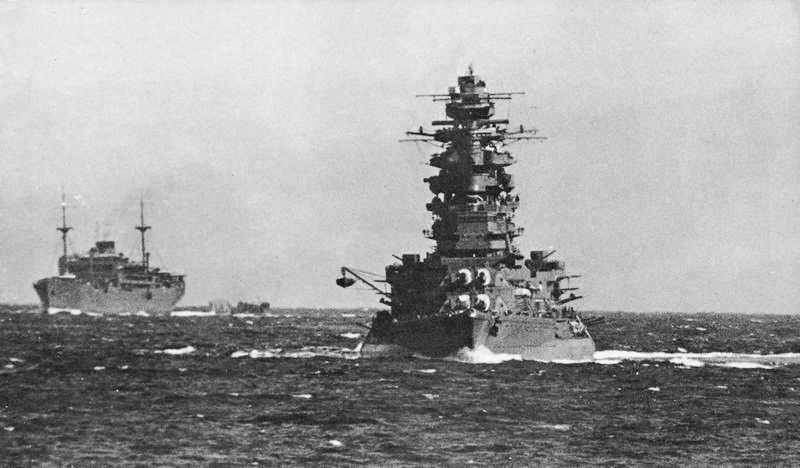
«Наґато» в морі 1941 р.

7 грудня 1941 року японська палубна авіація розгромила лінійні сили ВМС США на військово-морській базі в Перл-Гарбор. З 8 по 13 грудня лінкор «Наґато» на чолі з'єднання здійснював прикриття авіаносців віце-адмірала Чюїчі Наґумо.
12 лютого 1942 року «Наґато» поступився роллю флагмана новітньому лінкору «Ямато». Навесні 1942 року на корабельні в Куре «Наґато» пройшов поточний ремонт. З травня продовжилася бойова підготовка та стрільби. 29 травня, після поповнення боєзапасу, лінкор виходить в бойовий похід. Участь у битві за Мідвей лінкор не брав. Після битви 6 червня прийняв екіпаж з авіаносця «Каґа». 14 червня з'єднання повернулося в Японію. 12 липня 1942 року лінкор «Наґато» увійшов в 2-у дивізію лінійних кораблів Японського Імператорського флоту. До кінця 1942 року лінкор виконував функції навчального корабля, займаючись бойовою підготовкою.
З 25 січня по 2 лютого 1943 року на «Наґато» проводився ремонт котлів. З 31 травня по 6 червня пройшов модернізацію, в процесі якої були встановлені чотири 25-мм зенітні гармати і РЛС Тип 21. 8 червня повернувся на місце базування.
з 25 по 27 червня проходили навчання з буксирування лінкора. 23 серпня лінкор у складі з'єднання прибув у район Соломонових островів на острів Трук. 19 жовтня лінкор перевели на острів Брауна. 23 жовтня «Наґато» у складі японського флоту вийшов на перехоплення авіаносного з'єднання США TF-14, але ворога не виявили. 26 жовтня кораблі повернулися на Трук.
Після нальоту авіації США 1 лютого 1944 року, лінкор у складі з'єднання здійснив перехід в Палау, а 17 лютого вирушає до Сінгапура. 30 березня в доці Сінгапуру «Наґато» пройшов поточний ремонт. Лінкор брав участь у великих навчаннях і бойовій підготовці.

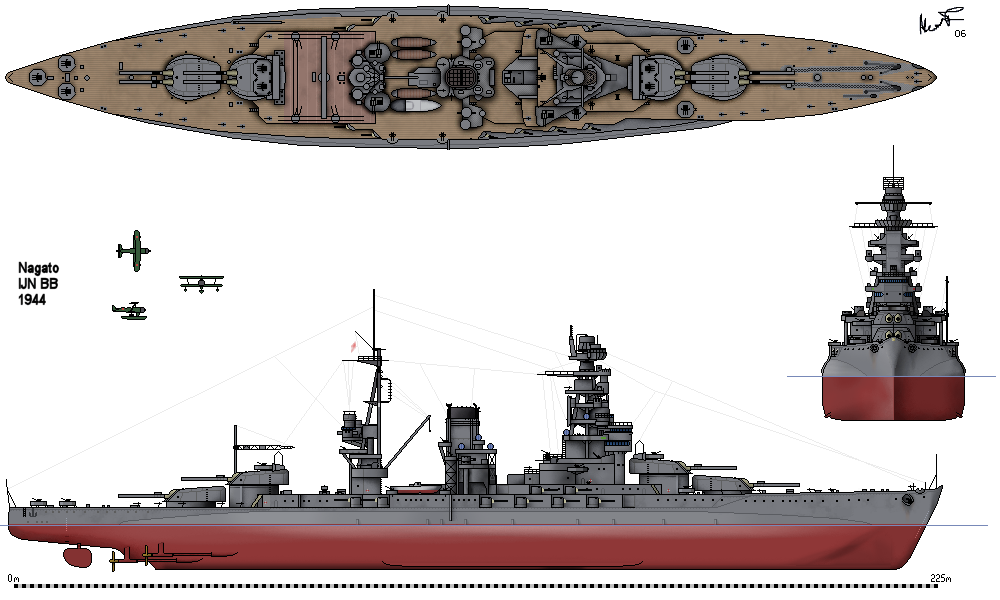
Лінійний корабель «Наґато» в 1944 році

З 11 по 15 травня лінкор перейшов у район Борнео на військову базу Таві-Таві.
11 червня лінкор у складі з'єднання «В» вийшов до Філіппін. 19 червня, з невдалого нальоту японської палубної авіації на Гуам, розпочалося Перша битва у Філіппінському морі. Під час нальоту палубної авіації США «Наґато» збив два атакуючих літака противника. В операції «А-ґо» японці втратили 3 авіаносця, 2 танкера, кілька бойових кораблів були сильно пошкоджені. Після поразки в битві з'єднання перейшло на Окінаву. 24 червня лінкор повернувся в Японію.
З 27 червня по 7 липня корабель пройшов доозброєння, були встановлені 96 25-мм автоматів і 4 РЛС.
9 липня «Наґато» у складі групи «В» прибув на Окінаву, перевізши піхотний полк. 14 липня прибув в Манілу. До
10 жовтня лінкор курсував між Ліннгою і Сінгапуром перевозячи особовий склад і різні вантажі.
20 жовтня для поповнення запасів «Нагато» прибув до Брунею.
22 жовтня з'єднання Т. Куріти, куди увійшов і «Наґато», вирушило до Філіппінам для участі в операції «Шьо-ґо» (Перемога).
24 жовтня під час нальоту палубної авіації США в лінкор потрапило 2 авіабомби.
Перша бомба пошкодила повітропроводи внаслідок чого швидкість корабля зменшилася до 24 вузлів. Друга бомба зруйнувала радіорубку. На «Нагато» загинуло 54 людини, 106 були поранені. Кораблі пройшли протоку Сан-Бернардино і атакували американське авіаносне з'єднання.
«Наґато» своїм вогнем серйозно пошкодив авіаносець «Сент Ло» (CVE-63), який незабаром був добитий камікадзе. Під час чергового нальоту в «Нагато» потрапили 2 бомби. 28 жовтня лінкор повернувся в Бруней. 16 листопада «Наґато» та інші кораблі в порту Брунею були атаковані американською авіацією.
З 17 листопада з'єднання лінійних кораблів здійснювало перехід в японські води прибувши в Йокосуку 24 (25) листопада.
До 10 лютого 1944 року на «Наґато» проводився ремонт і заміна озброєння, після чого його використовували для берегової оборони. 20 квітня корабель був виведений в резерв.
З 1 червня 1945 року лінкор входив до складу флоту берегової оборони.
Під час нальоту палубної авіації США 18 липня, лінкор отримав попадання 3-ма авіабомбами. Корабель отримав численні ушкодження, загинуло 33 матроса і командир корабля контр-адмірал Оцука Мікі.
Імператор Японії 15 серпня 1945 року оголосив про капітуляцію. 29 серпня в територіальні води Японії увійшли американські бойові кораблі.
15 вересня 1945 року лінкор «Наґато» був виведений зі складу флоту.

## Випробування на атолі Бікіні

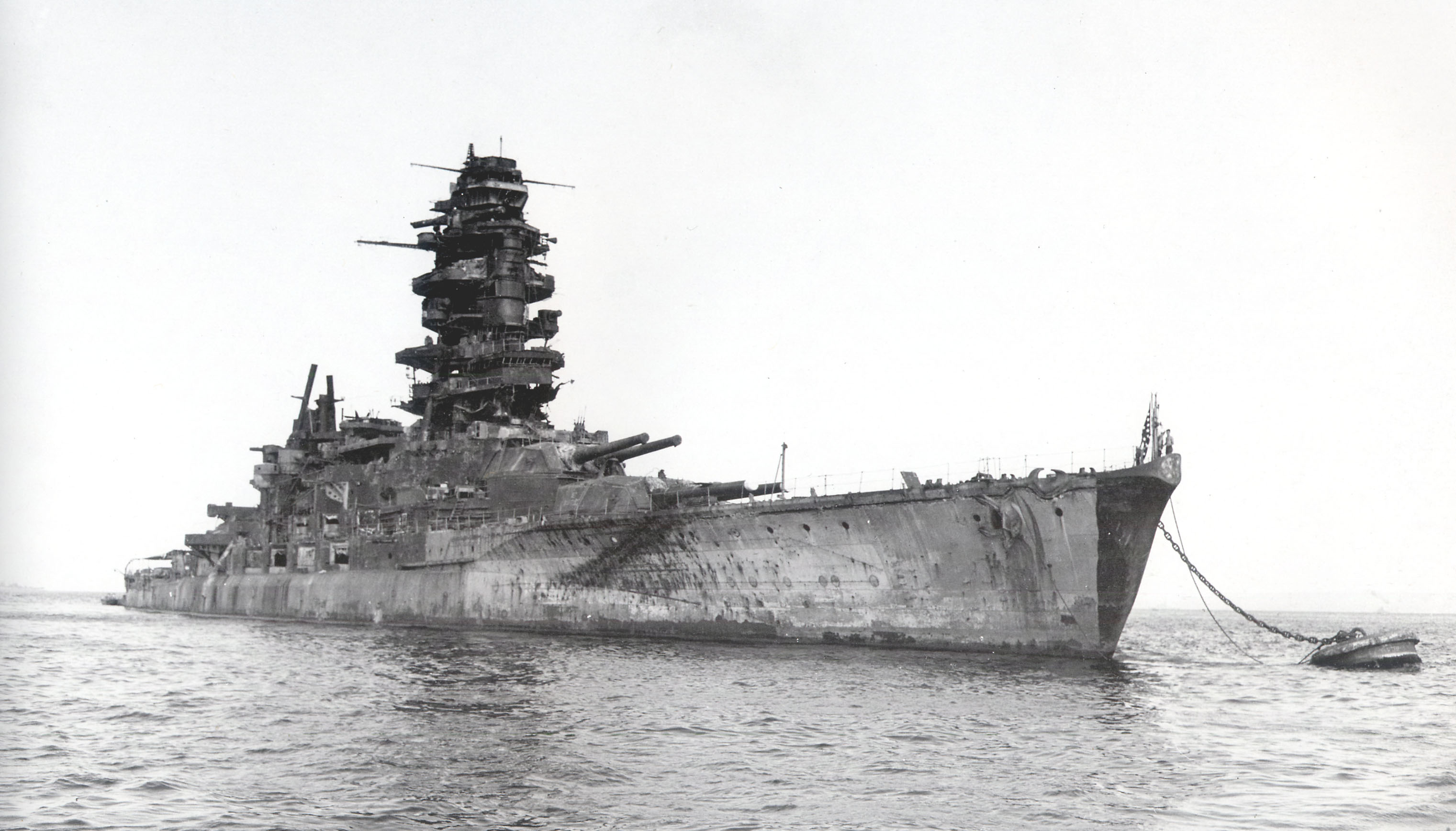
Лінійний корабель «Наґато» в 1946 році

Після капітуляції Японії «Нагато» відійшов до США. Було вирішено використовувати корабель у випробуваннях ядерної зброї в рамках операції «Crossroads».
З 18 березня по 4 квітня 1946 року лінкор здійснив перехід на атол Еніветок. Прийшовши на атол Бікіні, «Наґато» брав участь у випробуваннях «Ейбл» і «Бейкер». Перший атмосферний вибух корабель переніс без значних пошкоджень. 25 липня був проведений підводний вибух, лінкор, що знаходиться в 650 м від місця вибуху, отримав серйозні пошкодження. Підводна частина корпусу була розірвана, і через пробоїни почала надходити вода.

Вибух «Бейкер» 25 липня 1946 року

Через відсутність команди на борту боротьба за живучість корабля не велася. 29 липня 1946 року лінкор затонув .

## Цікаві факти
Тепер остов лінкора «Наґато», що знаходиться на дні лагуни атола Бікіні, став туристичною визначною пам'яткою і приваблює численних дайверів з усього світу.

## Командири лінкора
- 20 листопада 1919 — 1 грудня 1921 капітан I рангу (пізніше віце-адмірал) Іїда Нобутаро (яп. 飯田 延太郎);

- 1 грудня 1921 — 10 листопада 1922 капітан I рангу (пізніше віце-адмірал) Кабаяма Канарі (яп. 樺山 可也);

- 10 листопада 1922 — 1 грудня 1923 р. Капітан I рангу (пізніше контр-адмірал) Такахаші Сетцуо (яп. 高橋 節雄);

- 1 грудня 1923 — 1 грудня 1924 капітан I рангу (пізніше віце-адмірал) Саконджі Сейдзо (яп. 左近司 政三);

- 1 грудня 1924 — 22 серпня 1925 р. Капітан I рангу (пізніше контр-адмірал) Сусуму Накаджіма (яп. 中島 晋);

- 22 серпня 1925 — 1 грудня 1926 капітан I рангу (пізніше контр-адмірал) Осоєгава Масахару (яп. 小副川 敬治);

- 1 грудня 1926 р. — 1 грудня 1927 р. Капітан I рангу (пізніше адмірал) Хасеґава Кійоші (яп. 長谷川 清);

- 1 грудня 1927 — 10 грудня 1928 р. Капітан I рангу (пізніше віце-адмірал) Мацушіта Каору (яп. 松下 薫);

- 10 грудня 1928 — 30 листопада 1929 капітан I рангу (пізніше віце-адмірал) Іноуе Цуґімацу (яп. 井上 継 松);

- 30 листопада 1929 — 1 грудня 1930 капітан I рангу (пізніше віце-адмірал) Хамада Йошідріро (яп. 浜 田 吉治郎);

- 1 грудня 1930 — 10 жовтня 1931 капітан I рангу (пізніше віце-адмірал) Накамура Камессабуро (яп. 中村 亀三郎);

- 10 жовтня — 1 грудня 1931 капітан I рангу (пізніше віце-адмірал) Хара Кейтаро (яп. 原 敬 太郎);

- 1 грудня 1931 — 4 березня 1932 р. Капітан I рангу (пізніше віце-адмірал) Суґісака Чьоджіро (яп. 杉坂 悌二郎);

- 4 березня — 1 грудня 1932 р. Капітан I рангу (пізніше контр-адмірал) Сонода Мінору (яп. 園田 実);

- 1 грудня 1932 р. — 15 листопада 1933 р. Капітан I рангу (пізніше контр-адмірал) Уно Секідзо (яп. 宇 野 積 蔵);

- 15 листопада 1933 р. — 15 листопада 1934 р. Капітан I рангу (пізніше контр-адмірал) Сад Кенічі (яп. 佐 田健);

- 15 листопада 1934 — 15 липня 1935 капітан I рангу (пізніше контр-адмірал) Юкіко Кацумі (яп. 雪 下 勝 美);

- 15 липня 1935 — 1 грудня 1936 капітан I рангу (пізніше контр-адмірал) Сайто Джіро (яп. 斎 藤 二朗);

- 1 грудня 1936 р. — 1 грудня 1937 р. Капітан I рангу (пізніше віце-адмірал) Самеджіма Томое (яп. 鮫島 具重);

- 1 грудня 1937 р. — 15 вересня 1938 р. Капітан I рангу (пізніше віце-адмірал) Накаджіма Торахіко (яп. 中島 寅彦);

- 15 вересня — 15 грудня 1938 капітан I рангу (пізніше віце-адмірал) Какута Какуджі (яп. 角田 覚治);

- 15 грудня 1938 р. — 15 листопада 1939 р. Капітан I рангу (пізніше віце-адмірал) Фукудоме Шіґеру (яп. 福 留 繁);

- 15 листопада 1939 — 15 жовтня 1940 капітан I рангу (пізніше віце-адмірал) Токунаґа Сакае (яп. 徳 永 栄);

- 15 жовтня 1940 — 11 серпня 1941 р. Капітан I рангу (пізніше віце-адмірал) Оніші Шіндзо (яп. 大西 新 蔵);

- 11 серпня 1941 р. — 10 листопада 1942 р. Капітан I рангу (пізніше посмертно віце-адмірал) Яно Хідео (яп. Історія 英雄);

- 10 листопада 1942 — 2 серпня 1943 капітан I рангу Хісамуне Йонеджіро (яп. 久 宗 米 次郎);

- 2 серпня — 25 грудня 1943 капітан I рангу (пізніше посмертно віце-адмірал) Хаякава Мікіо (яп. 早川 幹夫);

- 25 грудня 1943 — 20 грудня 1944 капітан I рангу (пізніше контр-адмірал) Кобе Юджі (яп. 兄部 勇 次);

- 20 грудня 1944 — 27 квітня 1945 р. Капітан I рангу Шібуя Кійомі (яп. 渋谷 清見);

- 27 квітня — 24 липня 1945 контр-адмірал Оцука Мікі (яп. 大塚 幹);

- 24 липня — 20 серпня 1945 року контр-адмірал Ікаеучі Масамічі (яп. 池内 正道);

- 24 липня — 15 вересня 1945 р. Капітан I рангу Суґіно Суїчі (яп. 杉 野 修);

- 18 березня — 4 квітня 1946 року капітан ВМС США У. Дж. Уіппл (англ. WJ Whipple).

## Використана література
- Campbell, John (1985). Naval Weapons of World War II. Annapolis, Maryland: Naval Institute Press. ISBN 0-87021-459-4.
- Chesneau, Roger, ред. (1980). Conway's All the World's Fighting Ships 1922–1946. Greenwich, UK: Conway Maritime Press. ISBN 0-85177-146-7.
- Friedman, Norman (2011). Naval Weapons of World War One. Barnsley, South Yorkshire, UK: Seaforth. ISBN 978-1-84832-100-7.
- Hackett, Bob; Kingsepp, Sander; Ahlberg, Lars (2009). IJN Nagato: Tabular Record of Movement. Combinedfleet.com. Процитовано 15 березня 2013.
- Jentschura, Hansgeorg; Jung, Dieter; Mickel, Peter (1977). Warships of the Imperial Japanese Navy, 1869–1945. Annapolis, Maryland: United States Naval Institute. ISBN 0-87021-893-X.
- Parshall, Jonathan; Tully, Anthony (2007). Shattered Sword: The Untold Story of the Battle of Midway. Washington, D. C.: Potomac Books. ISBN 1-57488-924-9.
- Polmar, Norman; Genda, Minoru (2006). Aircraft Carriers: A History of Carrier Aviation and Its Influence on World Events. Т. Volume 1, 1909—1945. Washington, D.C.: Potomac Books. ISBN 1-57488-663-0. {{cite book}}: |volume= має зайвий текст (довідка)
- Rohwer, Jurgen (2005). Chronology of the War at Sea, 1939–1945: The Naval History of World War Two. Annapolis, Maryland: Naval Institute Press. ISBN 1-59114-119-2.
- Silverstone, Paul H. (1984). Directory of the World's Capital Ships. New York: Hippocrene Books. ISBN 0-88254-979-0.
- Skwiot, Miroslaw (2007). Nagato Mutsu, Part I. Encyklopedua Okretów Wojennych. Т. 51. Gdansk, Poland: AJ-Press. ISBN 978-83-7237-184-3.
- Skwiot, Miroslaw (2008). Nagato Mutsu, Part II. Encyklopedia Okretów Wojennych. Т. 52. Gdansk, Poland: AJ-Press. ISBN 978-83-7237-202-4.
- Stille, Mark (2008). Imperial Japanese Navy Battleships 1941–45. New Vanguard. Т. 146. Botley, Oxford, UK: Osprey Publishing. ISBN 1-84603-280-6.
- Tully, A.P. (2003). Nagato's Last Year: July 1945 – July 1946. Mysteries/Untold Sagas of the Imperial Japanese Navy. Combinedfleet.com. Процитовано 26 травня 2013.
- Whitley, M. J. (1998). Battleships of World War II. Annapolis, Maryland: Naval Institute Press. ISBN 1-55750-184-X.